# Trettmann/Diskografie
Diese Diskografie ist eine Übersicht über die musikalischen Werke des deutschen Rappers Trettmann. Den Schallplattenauszeichnungen zufolge hat er bisher mehr als 1,9 Millionen Tonträger verkauft, davon alleine in seiner Heimat über 1,9 Millionen. Seine erfolgreichste Veröffentlichung ist das in Zusammenarbeit mit KitschKrieg, Gringo, Ufo361 und Gzuz entstandene Lied Standard mit über 410.000 verkauften Einheiten.

## Alben

### Studioalben
| Jahr | Titel                      | Höchstplatzierung, Gesamtwochen, AuszeichnungChartplatzierungen (Jahr, Titel, Platzierungen, Wochen, Auszeichnungen, Anmerkungen) | Höchstplatzierung, Gesamtwochen, AuszeichnungChartplatzierungen (Jahr, Titel, Platzierungen, Wochen, Auszeichnungen, Anmerkungen) | Höchstplatzierung, Gesamtwochen, AuszeichnungChartplatzierungen (Jahr, Titel, Platzierungen, Wochen, Auszeichnungen, Anmerkungen) | Anmerkungen                                                  |
| Jahr | Titel                      | DE | AT | CH | Anmerkungen                                                  |
| ---- | -------------------------- | --- | --- | --- | ------------------------------------------------------------ |
| 2010 | Zwei chlorbleiche Halunken | — | — | — | Erstveröffentlichung: 2010 mit Ranking Smo                   |
| 2013 | Tanz auf dem Vulkan        | — | — | — | Erstveröffentlichung: 10. Mai 2013                           |
| 2017 | #DIY                       | DE17 Gold · (75 Wo.)DE | AT27 (6 Wo.)AT | CH29 (5 Wo.)CH | Erstveröffentlichung: 29. September 2017 Verkäufe: + 100.000 |
| 2019 | Trettmann                  | DE2 (19 Wo.)DE | AT9 (8 Wo.)AT | CH5 (9 Wo.)CH | Erstveröffentlichung: 13. September 2019 mit KitschKrieg     |
| 2023 | Insomnia                   | DE2 (9 Wo.)DE | AT3 (5 Wo.)AT | CH4 (6 Wo.)CH | Erstveröffentlichung: 17. März 2023 mit KitschKrieg und SFR  |

### Kompilationen
| Jahr | Titel               | Höchstplatzierung, Gesamtwochen, AuszeichnungChartplatzierungen (Jahr, Titel, Platzierungen, Wochen, Auszeichnungen, Anmerkungen) | Höchstplatzierung, Gesamtwochen, AuszeichnungChartplatzierungen (Jahr, Titel, Platzierungen, Wochen, Auszeichnungen, Anmerkungen) | Höchstplatzierung, Gesamtwochen, AuszeichnungChartplatzierungen (Jahr, Titel, Platzierungen, Wochen, Auszeichnungen, Anmerkungen) | Anmerkungen                             |
| Jahr | Titel               | DE | AT | CH | Anmerkungen                             |
| ---- | ------------------- | --- | --- | --- | --------------------------------------- |
| 2024 | Your Love Is King 3 | DE18 (1 Wo.)DE | — | CH24 (… Wo.)CH | Erstveröffentlichung: 29. November 2024 |

### Mixtapes
- 2006: Kaffee-Mix
- 2008: Heckert Empire Mixtape (Trettmann trifft Soulforce)

### EPs
| Jahr | Titel             | Höchstplatzierung, Gesamtwochen, AuszeichnungChartplatzierungen (Jahr, Titel, Platzierungen, Wochen, Auszeichnungen, Anmerkungen) | Höchstplatzierung, Gesamtwochen, AuszeichnungChartplatzierungen (Jahr, Titel, Platzierungen, Wochen, Auszeichnungen, Anmerkungen) | Höchstplatzierung, Gesamtwochen, AuszeichnungChartplatzierungen (Jahr, Titel, Platzierungen, Wochen, Auszeichnungen, Anmerkungen) | Anmerkungen                         |
| Jahr | Titel             | DE | AT | CH | Anmerkungen                         |
| ---- | ----------------- | --- | --- | --- | ----------------------------------- |
| 2024 | Your Love Is King | DE25 (1 Wo.)DE | AT54 (1 Wo.)AT | CH17 (2 Wo.)CH | Erstveröffentlichung: 29. März 2024 |

Weitere EPs
- 2012: Zentralgestirn
- 2016: KitschKrieg
- 2016: KitschKrieg 2
- 2016: KitschKrieg 3
- 2017: Herb und Mango (mit Megaloh & KitschKrieg)

## Singles

### Als Leadmusiker
| Jahr | Titel Album                            | Höchstplatzierung, Gesamtwochen, AuszeichnungChartplatzierungen (Jahr, Titel, Album, Platzierungen, Wochen, Auszeichnungen, Anmerkungen) | Höchstplatzierung, Gesamtwochen, AuszeichnungChartplatzierungen (Jahr, Titel, Album, Platzierungen, Wochen, Auszeichnungen, Anmerkungen) | Höchstplatzierung, Gesamtwochen, AuszeichnungChartplatzierungen (Jahr, Titel, Album, Platzierungen, Wochen, Auszeichnungen, Anmerkungen) | Anmerkungen                                                                               |
| Jahr | Titel Album                            | DE | AT | CH | Anmerkungen                                                                               |
| --- | -------------------------------------- | --- | --- | --- | ----------------------------------------------------------------------------------------- |
| 2006 | Der Sommer ist für alle da! Kaffee-Mix | DE53 (4 Wo.)DE | — | — | Erstveröffentlichung: 15. September 2006                                                  |
| 2017 | Knöcheltief #DIY                       | DE31 Platin · (30 Wo.)DE | — | — | Erstveröffentlichung: 11. August 2017 Verkäufe: + 400.000; feat. Gzuz                     |
| 2017 | Grauer Beton #DIY                      | DE— GoldDE | — | — | Erstveröffentlichung: 23. August 2017 Verkäufe: + 200.000                                 |
| 2017 | GottSeiDank #DIY                       | DE31 Gold · (11 Wo.)DE | AT56 (5 Wo.)AT | — | Erstveröffentlichung: 22. September 2017 Verkäufe: + 200.000; feat. Bonez MC & RAF Camora |
| 2018 | 10419 –                                | DE24 (3 Wo.)DE | AT29 Gold · (2 Wo.)AT | CH78 (1 Wo.)CH | Erstveröffentlichung: 7. September 2018 mit Cro & KitschKrieg                             |
| 2019 | Du weißt Trettmann                     | DE15 (7 Wo.)DE | AT19 (5 Wo.)AT | CH45 (4 Wo.)CH | Erstveröffentlichung: 2. August 2019 mit KitschKrieg & Gzuz                               |
| 2019 | Intro Trettmann                        | DE76 (2 Wo.)DE | — | — | Erstveröffentlichung: 2. August 2019                                                      |
| 2019 | Stolpersteine Trettmann                | DE60 (2 Wo.)DE | — | — | Erstveröffentlichung: 23. August 2019 mit KitschKrieg                                     |
| 2019 | Zeit steht Trettmann                   | DE10 Gold · (12 Wo.)DE | AT30 (5 Wo.)AT | CH39 (1 Wo.)CH | Erstveröffentlichung: 13. September 2019 Verkäufe: + 200.000; feat. Alli Neumann          |
| 2023 | 6 Nullen Insomnia                      | DE58 (1 Wo.)DE | — | — | Erstveröffentlichung: 27. Januar 2023 mit KitschKrieg                                     |
| 2023 | Insomnia                               | DE— aDE | — | — | Erstveröffentlichung: 17. Februar 2023 mit KitschKrieg                                    |
| 2023 | Für dich da Insomnia                   | DE47 (7 Wo.)DE | — | — | Erstveröffentlichung: 3. März 2023 mit KitschKrieg & Levin Liam                           |
| 2024 | War das schon alles? Your Love Is King | DE— bDE | — | — | Erstveröffentlichung: 12. April 2024                                                      |
| 2024 | Whip Your Love Is King                 | DE30 (2 Wo.)DE | AT59 (1 Wo.)AT | CH37 (1 Wo.)CH | Erstveröffentlichung: 25. April 2024 feat. RIN                                            |
| 2024 | 070 Shake –                            | DE53 (1 Wo.)DE | — | — | Erstveröffentlichung: 15. November 2024 feat. Bonez MC                                    |
| Folgende Lieder erschienen nicht als Single, wurden aber durch das Album zum Download und Streaming bereitgestellt und konnten somit eine Platzierung erlangen: |                                        | | | |                                                                                           |
| |                                        | | | |                                                                                           |
| 2019 | Bye Bye aka Delicious Trettmann        | — | AT50 (1 Wo.)AT | CH63 (1 Wo.)CH | Charteinstieg: 22. September 2019 mit KitschKrieg                                         |
| 2023 | Im Loop Insomnia                       | DE35 (1 Wo.)DE | AT63 (1 Wo.)AT | — | Charteinstieg: 24. März 2023 feat. Bilderbuch                                             |
| 2023 | Gekreuzte Finger Insomnia              | DE— cDE | — | — | Charteinstieg: 7. April 2023 feat. Paula Hartmann                                         |
| 2024 | Prototype Your Love Is King            | DE— dDE | — | — | Charteinstieg: 5. April 2024                                                              |

Weitere Singles
| - 2006: Der Sommer ist für alle da! / Was läuft hier falsch? - 2006: Glover - 2006: Gretchen - 2006: Loyality (Unser Fahrer) (feat. Ill Inspecta) - 2006: Kaffee - 2006: Thug Funk KW - 2007: Regentropfen - 2007: Feierabend - 2008: Die Stimme - 2008: New Jersey - 2008: Krankenschwester - 2008: Regentropfen - 2008: Grossvater - 2008: Wochenende - 2008: Sexuelle Eruption - 2009: Applaus - 2009: Hand ab! - 2009: Heckert Empire - 2009: Block Party (zusammen mit Nosliw auf dessen Album Heiß & Laut) | - 2010: Schüttn Eimor Wasser drübor! - 2010: Skunk & Haze & Polln - 2010: Das ist wie Gangster Ticken (mit Ranking Smo) - 2011: Rangschier den Benz (feat. Shotta Paul) - 2011: Gute Alte Zeit (mit Ranking Smo) - 2011: Hitzefrei (feat. Shotta Paul) - 2011: Dewid Rodigen - 2012: 1984 - 2012: Kurz vor Nacksch - 2012: Ostseemuse - 2013: 25 Geil (feat. MC Fitti) - 2014: Gebt die Noten frei (mit Stereo Luchs auf dem Moonshine Riddim) - 2015: Was solls? (feat. Megaloh) - 2016: Skyline - 2016: Raver - 2016: 120 Jahre (feat. Haiyti) - 2016: Adriano - 2023: Timeline (feat. Lena, 255 & SFR) |

### Als Gastmusiker
| Jahr | Titel Album                  | Höchstplatzierung, Gesamtwochen, AuszeichnungChartplatzierungen (Jahr, Titel, Album, Platzierungen, Wochen, Auszeichnungen, Anmerkungen) | Höchstplatzierung, Gesamtwochen, AuszeichnungChartplatzierungen (Jahr, Titel, Album, Platzierungen, Wochen, Auszeichnungen, Anmerkungen) | Höchstplatzierung, Gesamtwochen, AuszeichnungChartplatzierungen (Jahr, Titel, Album, Platzierungen, Wochen, Auszeichnungen, Anmerkungen) | Anmerkungen |
| Jahr | Titel Album                  | DE | AT | CH | Anmerkungen |
| --- | ---------------------------- | --- | --- | --- | --- |
| 2018 | Chaya –                      | DE33 Gold · (7 Wo.)DE | — | — | Erstveröffentlichung: 28. September 2018 Verkäufe: + 200.000; Nura feat. Trettmann                              |
| 2018 | Standard KitschKrieg         | DE1 Platin · (29 Wo.)DE | AT2 Gold · (23 Wo.)AT | CH18 (11 Wo.)CH | Erstveröffentlichung: 19. Oktober 2018 Verkäufe: + 415.000; KitschKrieg feat. Trettmann, Gringo, Ufo361 & Gzuz  |
| 2019 | 5 Minuten –                  | DE10 Gold · (6 Wo.)DE | AT13 (5 Wo.)AT | CH38 (2 Wo.)CH | Erstveröffentlichung: 8. Februar 2019 Verkäufe: + 200.000; KitschKrieg feat. Cro, AnnenMayKantereit & Trettmann |
| 2023 | In der Nacht Blaue Stunden   | DE19 (2 Wo.)DE | AT44 (1 Wo.)AT | CH36 (1 Wo.)CH | Erstveröffentlichung: 2. November 2023 01099 feat. Trettmann                                                    |
| 2024 | Hab Bock –                   | DE15 (3 Wo.)DE | AT49 (1 Wo.)AT | CH37 (1 Wo.)CH | Erstveröffentlichung: 5. September 2024 Bonez MC feat. Trettmann                                                |
| 2025 | 100.000 –                    | DE91 (1 Wo.)DE | — | — | Erstveröffentlichung: 17. Januar 2025 Majan feat. Trettmann                                                     |
| Folgende Lieder erschienen nicht als Single, wurden aber durch das Album zum Download und Streaming bereitgestellt und konnten somit eine Platzierung erlangen: |                              | | | | |
| |                              | | | | |
| 2016 | Vaporizer Palmen aus Plastik | DE73 (1 Wo.)DE | — | — | Charteinstieg: 16. September 2016 Bonez MC & RAF Camora feat. Trettmann                                         |
| 2016 | Daneben Palmen aus Plastik   | DE86 (1 Wo.)DE | — | — | Charteinstieg: 16. September 2016 Bonez MC & RAF Camora feat. Trettmann                                         |
| 2018 | Dream 808                    | DE78 (1 Wo.)DE | — | — | Charteinstieg: 20. April 2018 Ufo 361 feat. Trettmann                                                           |
| 2018 | Nur mit den Echten Wolke 7   | DE27 (3 Wo.)DE | AT27 (2 Wo.)AT | — | Charteinstieg: 1. Juni 2018 Gzuz feat. Trettmann                                                                |
| 2018 | 100 Palmen aus Plastik 2     | DE15 (4 Wo.)DE | AT14 (1 Wo.)AT | — | Charteinstieg: 12. Oktober 2018 Bonez MC & RAF Camora feat. Trettmann & KitschKrieg                             |
| 2024 | Atlantis Kleine Feuer        | DE33 (2 Wo.)DE | — | — | Charteinstieg: 15. März 2024 Paula Hartmann feat. Trettmann                                                     |

## Gastbeiträge
- 2016: Wer hat die Hitze? (Megaloh feat. Trettmann)
- 2018: Wonderland (Gringo feat. Trettmann)
- 2020: Keine Angst (KitschKrieg feat. Alli Neumann & Trettmann)
- 2020: Irgendwo (KitschKrieg feat. Nena & Trettmann)
- 2020: Lambo Lambo (KitschKrieg feat. Peter Fox & Trettmann)

## Statistik

### Chartauswertung
|                     | DE    | AT    | CH    |
| ------------------- | ----- | ----- | ----- |
| Nummer-eins-Alben   | DE—DE | AT—AT | CH—CH |
| Top-10-Alben        | DE2DE | AT2AT | CH2CH |
| Alben in den Charts | DE5DE | AT4AT | CH5CH |

|                       | DE     | AT     | CH    |
| --------------------- | ------ | ------ | ----- |
| Nummer-eins-Singles   | DE1DE  | AT—AT  | CH—CH |
| Top-10-Singles        | DE3DE  | AT1AT  | CH—CH |
| Singles in den Charts | DE25DE | AT13AT | CH9CH |

### Auszeichnungen für Musikverkäufe
Anmerkung: Auszeichnungen in Ländern aus den Charttabellen bzw. Chartboxen sind in ebendiesen zu finden.
| Land/RegionAuszeichnungen für Musikverkäufe (Land/Region, Auszeichnungen, Verkäufe, Quellen) | Gold     | Platin     | Verkäufe  | Quellen           |
| -------------------------------------------------------------------------------------------- | -------- | ---------- | --------- | ----------------- |
| Deutschland (BVMI)                                                                           | 6× Gold6 | 2× Platin2 | 1.900.000 | musikindustrie.de |
| Österreich (IFPI)                                                                            | 2× Gold2 | —          | 30.000    | ifpi.at           |
| Insgesamt                                                                                    | 8× Gold8 | 2× Platin2 |           |                   |